# マレーシア航空システム653便ハイジャック墜落事件
マレーシア航空システム653便 （MH653）は、 マレーシア航空システム （MAS）が運航していた、ペナンからマレーシアのクアラルンプールへの定期便である。
1977年12月4日の夕方、定期運航中であったボーイング737-200型機がマレーシアのジョホール州Tanjung Kupangで墜落した。これは、現在公式記録がある範囲において、マレーシア航空 にとって死者が発生した初めての航空事故であった。93人の乗客と7人の乗組員の全員が死亡した。事故機は巡航高度に達するとすぐにハイジャックされた模様だが、ハイジャックとその後の墜落した状況は未だ判明していない。 

## 事故機
事故機のボーイング737-2H6 は、9M-MBD.として登録されていた。当機は1972年9月にマレーシア航空システムに新規納入され、当初は登録された9M-AQO.で登録されていた。

## 事故の経緯
本記事の日時は全てマレーシア標準時であるUTC+8で示す。 
653便はペナン国際空港の滑走路22からクアラルンプールのスバン空港（現在のスルタンアブドゥルアジズシャー空港 ）に向けて19時21分に出発した。乗客には、マレーシアの農業大臣であったDato 'Ali Haji Ahmad、公共事業部長であったDato 'Mahfuz Khalid、キューバ大使であり日本に向かう途中のMario García Incháusteguiが含まれていた。（DE）。
機長のGK Ganjoorと副操縦士のKaramuzaman Jaliは19時54分に着陸のためにマレーシアのセランゴール州ゴンバッ郡Batu Arang付近で高度4,000フィート（約1,200ｍ）をスバン空港の滑走路33に向かって降下中、パイロットがスバンの管制塔に対し、「身元不明のハイジャック犯」が搭乗しており、操縦席のドアをノックしていることを報告した。 その後パイロットは、突然操縦席に飛び込んだハイジャック犯のグループによってすべての通信を遮断させられた。 管制塔は直ちに当局に通知し、当局は空港で緊急事態に備えた。
数分後、乗組員は「我々はシンガポールに向かっている。良い夜を。」と通信した。コックピットボイスレコーダーに記録された最後の数分において、事故調査官は運航乗務員とハイジャックの間でシンガポールに到着する前に航空機の燃料を使い果たすことの会話および銃声を確認した。 彼らは、機長と副操縦士の両方がハイジャック犯によって撃たれたことにより正常な操縦が出来ない状況にあったと結論付けた。20時15分に、航空機との通信がすべて失われた。20時36分、ジョホール州Tanjung Kupangの住民によって、爆発音を聞き沼で燃える残骸を見たと通報した。 残骸は後に航空機であると特定された。垂直に近い角度で非常に高速で地面に衝突していた。乗客及び乗員全員の死亡が確認された。

## 調査とその後の影響

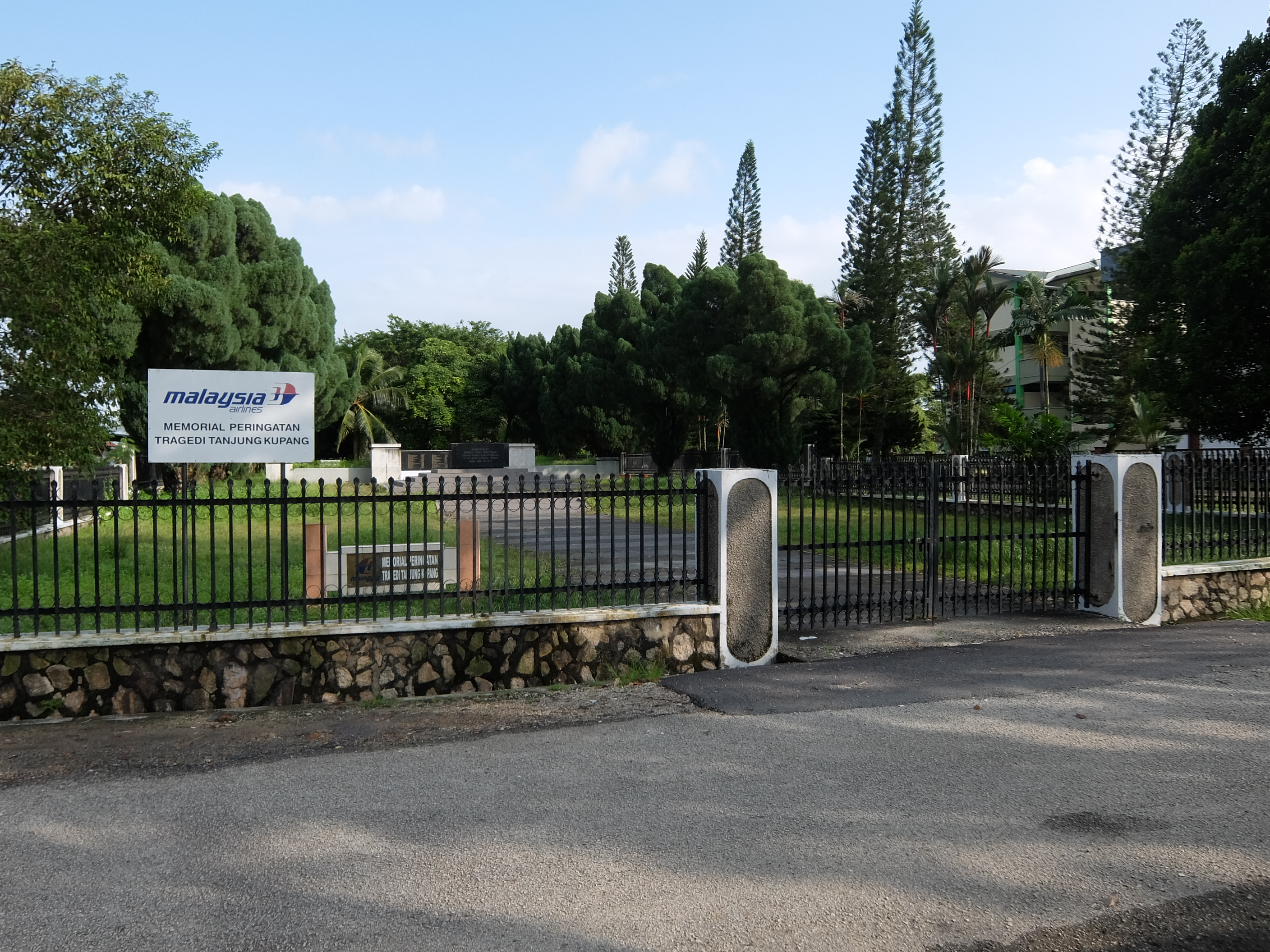
中タンジュンクパンの悲劇記念ジョホールバル 、 ジョホール 。

ハイジャックと墜落について明確になることは無かった。しかし、クアラルンプールの空港職員は、 日本赤軍のメンバーがハイジャックしたとパイロットが無線で伝えたと主張した。1996年、CNNの記者は、ハイジャック犯が実際に赤軍のメンバーであると特定されたと記事にした が、その事実関係は確認されていない。  回収された遺体はすべて、飛翔体または武器による痕跡を見つけるためにX線で撮影したが、そのような証拠は発見されなかった。 犠牲者の遺体は合祀された。
事件の後、マレーシア民間航空局において航空保安部が設立された。
本事故で犠牲となった日本人乗客の遺族が、マレーシア航空に対して損害賠償請求の裁判を日本国内で起こした際は、国際裁判管轄が争点となった（マレーシア航空事件）。

## 乗客・乗員
| 国籍           | 乗客・乗員（死者） |
| -------------- | ------------------ |
| マレーシア     | 73                 |
| イギリス       | 5                  |
| ドイツ         | 4                  |
| オーストラリア | 3                  |
| インド         | 3                  |
| インドネシア   | 3                  |
| キューバ       | 2                  |
| アフガニスタン | 1                  |
| カナダ         | 1                  |
| 日本           | 1                  |
| ギリシャ       | 1                  |
| シンガポール   | 1                  |
| 台湾           | 1                  |
| アメリカ合衆国 | 1                  |
| 合計           | 100                |

1. ↑  The aircraft was a Boeing 737-200 model; Boeing assigns a unique customer code for each company that buys one of its aircraft, which is applied as a suffix to the model number at the time the aircraft is built. The code for Malaysian Airline System (now Malaysia Airlines) is "H6", hence "737-2H6".